# Eleccions legislatives d'Israel de 1977
Les eleccions legislatives d'Israel de 1977 se celebraren el 17 de maig de 1977 per a renovar els 120 membres de la Kenésset.

## Antecedents
El primer ministre Ximon Peres a dimitir en revelar-se que tenia comptes bancaris il·legals als Estats Units.

## Resultats
|                                  |                            |           |       |        |        |
| ← Eleccions a la Kenésset, 1977→ |                            |           |       |        |        |
|                                  | Candidatura                | Vots      | %     | Escons | Escons |
| 1977                             | Candidatura                | Vots      | %     | Dif.   |        |
|                                  | Likkud                     | 583.968   | 34,4% | 43     | +4     |
|                                  | L'Alineació                | 430.023   | 24,6% | 32     | -19    |
|                                  | Daix                       | 202.265   | 11,6% | 15     | Nou    |
|                                  | Partit Nacional Religiós   | 160.787   | 9,2%  | 12     | +2     |
|                                  | Hadaix                     | 80.118    | 4,6%  | 5      | +1     |
|                                  | Agudat Israel              | 58.652    | 3,3%  | 4      | =      |
|                                  | Pau i Desenvolupament      | 35.049    | 2,0%  | 1      | Nou    |
|                                  | Shlomtzion                 | 33.047    | 1,9%  | 2      | Nou    |
|                                  | Camp d'Esquerra d'Israel   | 27.281    | 1,6%  | 2      | +1     |
|                                  | Llista Àrab Unida          | 24.185    | 1,4%  | 1      | -2     |
|                                  | Poalé Agudat Israel        | 23.571    | 1,3%  | 1      | =      |
|                                  | Rats                       | 20.261    | 1,2%  | 1      | -2     |
|                                  | Liberals Independents      | 20.384    | 1,2%  | 1      | -3     |
|                                  | Kach                       | 4.396     | 0,3%  | 0      | =      |
|                                  | Total (participació 77,8%) | 1.937.336 | 100%  | 120    | -      |

## Conseqüències
Per primer cop a la història d'Israel, el partit més votat fou el dretà Likkud i el seu líder Menahem Begin fou nomenat Primer Ministre d'Israel, aprofitant el desprestigi laborista després de la Guerra del Yom Kippur i l'afer Yadlin. Formà coalició amb el Partit Nacional Religiós, Agudat Israel, Shlomtzion, i més tard, amb Telem.
Durant aquest mandat es produí la retirada israeliana de la península del Sinaí i els acords de Camp David amb Egipte.